# Ostan
Ostan (armeni: Ոստան, (V)ostan) o Wustan és una ciutat de la costa sud del llac Van. El nom significa «cort principesca». Correspon a la moderna ciutat de Gevaş al Kurdistan turc.
Al regne de Baspracània era  la segona en importància després de Van. Al segle xiv el cronicista persà Hamdallah Mustawfi en diu: «Wan és una fortalesa mentre que Wustan (Ostan) ha estat una ciutat gran però ara és de mida mitjana» i «Té un bon clima i els fruits hi són saborosos, obté aigua que prové d'una muntanya». Era un feu kurd.
Vers el 901 al-Afxín as-Sají va marxar contra Van que fou ocupada. Al-Afxín va instal·lar un eunuc de confiança a Van i un altre a Wustan. Però el domini sàjida es va extingir amb la mort d'al-Afxín poc després (març de 901) i l'evacuació de Baspracània (hivern del 901-902).
En el catepanat imperial de Baspracània a partir del 1022 fou la ciutat que marcava el límit occidental del territori.
Segons el manuscrit amb Lamentacions de Grigor Narekac'i, el 1392 la ciutat i els afores van ser devastats per l'emir 'Izz al-Din Shir que el va conquerir del seu propi germà i no hi van romandre molts cristians.